# Arapažština
Arapažština (anglicky Arapaho, Arapahoe či Arrapahoe, arapažsky hinóno'eitíít) je severoamerický indiánský jazyk, který patří k algonkinským jazykům Plání, jež jsou součástí algické jazykové rodiny. Hovoří jím severní Arapahové, kteří žijí v rezervaci Wind River v západním Wyomingu, a jižní Arapahové, kteří sídlí v arapažsko-šajenské rezervaci na západě Oklahomy. V roce 1990 mluvilo arapažsky 1 038 osob, přičemž většinu z nich tvořili staří lidé.

## Historie

### Vývoj
Arapažština má stejně jako další algonkinské jazyky původ v praalgonkinštině. Fonologicky se však od ní značně odlišuje:
- medvěd: protoalgonkinsky maɬkwa – arapažsky wox
- její manžel: protoalgonkinsky we-ɬari – arapažsky ííx

Následující příklady ukazují hláskové změny, jimiž tento jazyk v minulosti prošel:
- medvěd: protoalgonkinsky malkwa → malwa → molwo → wolwo → woxwo → woxw → arapažsky wox
- moucha: protoalgonkinsky sakimeewa → saimeewa → naimeewa → noimeewo → noumeewo → noubeewo → noubeew → arapažsky nóubee

### Současnost
Ve 20. století se postavení arapažštiny podstatně zhoršilo. Anglofonní prostředí, ve kterém musejí Arapahové žít, má za následek to, že většina z nich hovoří pouze anglicky. V roce 1979 byla situace natolik vážná, že se Arapahové z Wind River obrátili s prosbou o pomoc na českého lingvistu a antropologa Zdeňka Salzmanna, jenž zde v 50. letech sbíral jazykový materiál pro svou doktorskou dizertaci. V 80. letech zavedl ve spolupráci s kmenovými vůdci a učiteli školní výuku arapažštiny, rovněž sestavil arapažskou abecedu a slovník.

## Abeceda
Arapažština se zapisuje latinkou. Abeceda má jen šestnáct písmen: b, c, e, h, i, k, n, o, s, 3, t, u, w, x, y, '.

## Výslovnost

### Samohlásky a dvojhlásky
| Krátké samohlásky | Dlouhé samohlásky | Dvojhlásky |
| e [ɛ]             | ee [e]            | ei [ɛɪ]    |
| i [ɪ]             | ii [i]            | ou [ɔʊ]    |
| o [ɔ]             | oo [o]            | oe [ɔɛ]    |
| u [ʊ]             | uu [u]            | ie [ɪɛ]    |

### Souhlásky
b [b] nebo [p]
c [ʧ]
h [h]
k [g] nebo [k]
n [n]
s [s]
3 [θ] nebo [ð]
t [t] nebo [d]
w [w]
x [x]
y [j]
 '  [ʔ]

### Tóny
Arapažština je tónový jazyk. U samohlásek rozlišuje vysoký tón (é, í, ó, ú), střední tón (nijak se neoznačuje) a klesající tón (ê, î, ô, û).

## Gramatika
Jedná se o polysyntetický jazyk.

## Příklady

### Fráze
| Arapažsky                      | Česky                                                            |
| héébe [hébe]                   | ahoj (tento pozdrav užívají muži, kteří hovoří s jinými muži)    |
| tous                           | ahoj (tento pozdrav užívají muži, kteří hovoří s ženami, a ženy) |
| Kooni'ííni? [kóni-íni]         | Jak se máš?                                                      |
| Nii'ííni. [ní-íni]             | Mám se dobře.                                                    |
| Hótousíhi'? [hotousihi]        | Jak se jmenuješ?                                                 |
| …néé'eesíh'inoo. [né-ésih-inó] | Jmenuji se…                                                      |
| Hee'ínowoo. [hé'inouó]         | Já vím / rozumím.                                                |
| Neihoowóé'in. [nejhóuoe-in]    | Já nevím / nerozumím.                                            |
| Ce'ínihii. [če-inihí]          | Zopakuj to. (větu, slovo…)                                       |
| kookóu'unéihii [kókou-unejhí]  | prosím (užívá se v modlitbách)                                   |
| hohóu [hohou]                  | děkuji                                                           |

### Číslovky
| Arapažsky                           | Česky |
| ceeséy [čésej]                      | jedna |
| niis [nís]                          | dvě   |
| nééso [néso]                        | tři   |
| yein [jejn]                         | čtyři |
| yoo3ón [józon]                      | pět   |
| nííto / níítootox [níto / nítótoch] | šest  |
| níísootox [nísótoch]                | sedm  |
| néésootox [nésótoch]                | osm   |
| 3í'otox [zi'otoch]                  | devět |
| béteetox [betétoch]                 | deset |

## Vzorový text

### Všeobecná deklarace lidských práv
| arapažsky | Beisiihi' hineeniteeno' tohcebii'oo3i' beehni'iine'etii3i', beehnii3inou'u nuhu' neneehiisou'u niihenehiitoono noh bobooteenetiit. Heetnookohuusniini'iheti3i' wootii hiniito'eino hookoh niini'kokoh'u3ecoo3i' noh hee'eihi3i'. |
| česky     | Všichni lidé se rodí svobodní a sobě rovní co do důstojnosti a práv. Jsou nadáni rozumem a svědomím a mají spolu jednat v duchu bratrství.                                                                                       |